# Zabierzów (stacja kolejowa)
Zabierzów – stacja kolejowa w Zabierzowie, w województwie małopolskim, w Polsce.
Otwarcie ówczesnej stacji nastąpiło 13 października 1847 roku, kiedy to pierwszy pociąg prowadzony przez parowóz Kraków wjechał na stację z Krakowa udając się do Mysłowic. Stacja obsługuje ruch lokalny z Krakowa w kierunku Krzeszowic, Oświęcimia oraz Katowic. W 2016 roku w ramach modernizacji linii E30 rozpoczął się remont stacji, który zakończył się z początkiem 2019 roku.

## Ruch pasażerski
| Rok  | Wymiana pasażerska na dobę |
| ---- | -------------------------- |
| 2017 | 500-699                    |
| 2022 | 2 100                      |
| 2023 | 1 200                      |

Stacja znajduje się na linii SKA3 Szybkiej Kolei Aglomeracyjnej z Oświęcimia do Krakowa Głównego i obsługiwanej przez Koleje Małopolskie. 